# Sergueï Bondartchouk
Pour les articles homonymes, voir Bondartchouk.
Sergueï Bondartchouk (en russe : Сергей Фёдорович Бондарчук, Sergueï Fiodorovitch Bondartchouk) est né le 25 septembre 1920 à Bilozerka (aujourd'hui en Ukraine) et mort le 20 octobre 1994 à Moscou (Russie). Cinéaste et comédien soviétique et russe, d'origine bulgare et ukrainienne, il est l'un des plus grands réalisateurs du cinéma russe et soviétique. Son film monumental Guerre et Paix  (Oscar du meilleur film étranger en 1968) représente, du point de vue international, la synthèse du langage cinématographique du XXe siècle. Son influence a été considérable.

## Biographie

### Jeunesse
Bondartchouk a grandi à Leïsk et à Taganrog où a il joué dans un théâtre amateur. Pendant la Seconde Guerre mondiale il a été mobilisé. En 1941-1942, il se produit sur la scène du théâtre de l'Armée rouge de Grozny. Revenu du front, il étudie dans la classe de maître de Sergueï Guerassimov à l'Institut national de la cinématographie de Moscou, dont il est diplômé en 1949.

### Carrière
Bondartchouk devient acteur de la société Mosfilm et du Théâtre national d'acteur de cinéma. Il débute sur scène dans le spectacle Molodaya gvardiya. En 1950, il obtient un rôle dans le film Le Chevalier à l'étoile d'or, mais c'est sa prestation dans le film Taras Chevtchenko (1952) qui lui apporte la reconnaissance et, à l'âge de 32 ans, le titre d'Artiste du peuple de l'Union soviétique.
À partir de 1971, il enseigne à l'Institut national de la cinématographie, où il est nommé professeur en 1974 et dirige les classes de maître.
Après le Ve Congrès cinématographique de l'URSS, il tombe en disgrâce auprès des autorités soviétiques.
Pendant plusieurs années, Bondartchouk avait l'idée d'adaptation du roman Le Don paisible. En 1990, il en commence le tournage, mais le film ne sera pas monté faute de moyens, et ne sera terminé qu’en 2006 par le fils du cinéaste, Fiodor Bondartchouk.

### Vie privée
Bondartchouk épouse en premières noces l'actrice Inna Makarova, dont il a une fille en 1950, Natalia, également réalisatrice et actrice.
De son second mariage, en 1959, avec l'actrice Irina Skobtseva, sont nés deux enfants, les acteurs Elena (1962-2009) et Fiodor (1967-).
Bondartchouk meurt d'une attaque cardiaque à Moscou. Il est enterré au cimetière de Novodevitchi.

## Filmographie

### Réalisateur
- 1959 : Le Destin d'un homme (Soudba Tchelovieka)
- 1967 : Guerre et Paix, où il joue le rôle de Pierre Bezoukhov ; longtemps, mais à tort, considéré comme le film le plus cher de tous les temps[1].
- 1970 : Waterloo
- 1971 : Ils ont combattu pour la patrie, d'après le roman de Mikhaïl Cholokhov
- 1978 : La Steppe, d'après la nouvelle d'Anton Tchekhov
- 1982 : Les Cloches rouges, 1re partie : le Mexique en flammes (Krasnye kolokola. Film 1. Meksika v ogne)
- 1982 : Les Cloches rouges, 2e partie : J'ai vu naître un nouveau monde (Krasnye kolokola. Film 2. Ia videl rojdenie novogo mira)
- 1986 : Boris Godounov, où il joue le rôle de Boris Godounov
- 2006 : Le Don paisible (Тихий Дон, ou Quiet Flows the Don), mini-série télévisée de sept épisodes, d'après Le Don paisible (tournée en 1991-1992, distribuée en 2006 seulement ; existe aussi en version cinéma abrégée de trois heures)

### Acteur
- 1948 : La Jeune Garde (Молодая гвардия) de Sergueï Guerassimov : Andreï Valko
- 1948 : Histoire d'un homme véritable (Повесть о настоящем человеке) d'Alexandre Stolper : Gvozdev
- 1951 : Tarass Chevtchenko (Тарас Шевченко) d'Igor Savtchenko : Taras Chevtchenko
- 1953 : Les navires attaquent les bastions (Корабли штурмуют бастионы, Korabli chturmuiout bastiony) de Mikhaïl Romm : Tikhon Alexeyevich Prokofiev
- 1955 : Othello de Sergueï Ioutkevitch : Othello
- 1955 : La Cigale de Samson Samsonov : Dr Osip Stepanovich Dymov
- 1955 : Histoire inachevée (Неоконченная повесть) de Fridrikh Ermler : chef du chantier naval
- 1959 : Des soldats marchaient de Leonid Trauberg : Matvey Krylov
- 1960 : Les Évadés de la nuit de Roberto Rossellini : le sergent soviétique Fiodor Nazoukov
- 1959 : Le Destin d'un homme (Soudba Tchelovieka) de lui-même : Andreï Sokolov
- 1967 : Guerre et Paix de lui-même : Pierre Bezoukhov
- 1969 : La Bataille de la Neretva de Veljko Bulajic : Ivan Martik
- 1970 : Oncle Vania (Diadia Vania) d'Andreï Kontchalovski : Astrov
- 1971 : Ils ont combattu pour la patrie de Mikhaïl Cholokhov : Ivan Zvyaguintsev, diminutif "Vania"
- 1973 : Le Silence du Dr. Evans (Molchaniye doktora Ivensa) de Boudimir Metalnikov : Docteur Evans
- 1976 : Les Sommets de Zelengora de Zdravko Velimirović : le professeur
- 1978 : Le Père Serge d'Igor Talankine : Prince Kassatski, le père Serge
- 1986 : Boris Godounov de lui-même : Boris Godounov
- 2006 : Le Don paisible (Quiet Flows the Don) (mini-série) de lui-même : général Piotr Krasnov

## Prix
- 1952 : Artiste du peuple de l'Union soviétique pour le rôle dans le film Taras Chevtchenko
- 1952 : Prix Staline
- 1960 : Ordre de Lénine
- 1968 : Oscar du meilleur film étranger pour Guerre et Paix
- 1970 : Ordre du Drapeau rouge du Travail
- 1974 : Ordre de la révolution d'Octobre
- 1980 : deuxième Ordre de Lénine
- 1980 : Héros du travail socialiste
- 1982 : prix national Taras Chevtchenko - pour le rôle du cardinal Montanelli dans le film Taon (Овод) (1980)
- 1985 : Ordre de la Guerre patriotique
- 1984 : Prix d'État de l'URSS